# Vespasiano Colonna
Vespasiano Colonna (?, c. 1485 - Paliano, 13 de marzo de 1528) fue un condottiero italiano. 

## Vida
Hijo del afamado condottiero Prospero Colonna, no es seguro si su madre era Covella Sanseverino o Isabella Carafa. 
Sus primeros años son totalmente desconocidos; encaminado a la carrera de las armas a la sombra de su padre, la primera noticia sobre su persona data del año 1521, cuando tras la muerte del papa León X el Colegio Cardenalicio encargó a Vespasiano y a Prospero que junto con sus rivales los Orsini Ludovico y Lorenzo Gaetano mantuvieran el orden en Roma durante la celebración del cónclave de 1521-22 en que fue elegido Adriano VI. 
En el contexto de la guerra de los cuatro años, participó en la defensa del Reino de Nápoles contra las tropas del duque de Albany, y en los preparativos de la guerra que los Colonna estaban armando contra el papa Clemente VII, que había cambiado su actitud imparcial por una alianza con la Francia de Francisco I. El conflicto se verificó en 1526 con la toma de Anagni y con el posterior asalto a Roma, dirigido por Vespasiano junto con sus parientes Ascanio y Pompeo, y se agudizó con el saqueo de la ciudad del año siguiente. 
Conde de Belgioioso por concesión del emperador Carlos V desde 1524, renunció al título el año siguiente para recibir el ducado de Carpi, al que también renunció en 1528 a cambio de una pingüe indemnización económica. Contrajo matrimonio dos veces: la primera con Beatrice Appiani (m. 1525), con quien tuvo una sola hija llamada Isabella; la segunda con Giulia Gonzaga, de quien no tuvo descendencia. 